# Chakotay
„Chakotay” este un personaj din serialul TV Star Trek: Voyager din franciza Star Trek.
Este interpretat de Robert Beltran.
Inițial, Chakotay este căpitanul unei nave Maquis, ce se ascunde în regiunea Badlands. În timp ce nava USS Voyager a Flotei Stelare încearcă să-i captureze, Chakotay și echipajul său sunt atrași în cvadrantul Delta de către rețeaua Îngrijitorului, fiind forțați de împrejurări să conviețuiască cu echipajul Flotei pe tot parcursul călătoriei de șapte ani spre casă. Căpitanul Janeway îl numește pe Chakotay secund al navei Voyager.
Înainte de evenimentele prezentate în serial, el părăsise Flota Stelară, după mai mulți ani de activitate, pentru a se alătura grupării Maquis și a-și apăra colonia natală de agresiunea cardasienilor.